# 인제군 (선거구)
인제군은 대한민국의 옛 국회의원 선거구이다. 당시 강원도 인제군 지역을 관할했다.

## 역사
1954년 11월, 수복지구의 행정권이 회복되면서 인제군 지역의 행정권이 회복되었다. 이에 제4대 국회의원 선거를 앞두고 인제군 전 지역을 관할하는 선거구로 신설되었다.
제6대 국회의원 선거를 앞두고 홍천군 선거구와 통합되면서 홍천군·인제군 선거구를 이루게 되면서 폐지되었다.

## 역대 국회의원
| 선거   | 정당 | 정당   | 의원   |
| ------ | ---- | ------ | ------ |
| 1958년 |      | 자유당 | 나상근 |
| 1959년 |      | 자유당 | 전형산 |
| 1960년 |      | 자유당 | 전형산 |
| 1961년 |      | 민주당 | 김대중 |

## 역대 선거 결과

### 대한민국 제4대 국회의원 선거
|  | 49.98% |

|  | 35.91% |

|  | 14.10% |

### 1959년 대한민국 재보궐선거
|  | 71.9% |

|  | 28.1% |

### 대한민국 제5대 국회의원 선거
|  | 35.81% |

|  | 30.98% |

|  | 11.51% |

|  | 7.62% |

|  | 7.21% |

|  | 6.84% |

|  | 0% |

### 1961년 대한민국 재보궐선거
전형산 의원의 의원직 상실로 인해 치러진 1961년 대한민국 재보궐선거에서 민주당 김대중 후보가 당선되었다.